# Северо-Восточный округ (Ботсвана)
Се́веро-Восто́чный о́круг (англ. North-East District) — округ в Ботсване. Административный центр — город Масунга.

## География
Соседние области:
- Центральный — на западе
- Южный Матабелеленд (Зимбабве) — на востоке

## Населённые пункты
Крупнейшие:
- Франсистаун, 113 315 — 2-й по населению город Ботсваны
- Масунга, 3 175

## Административное деление
Административно округ делится на 2 субокруга:
Франсистаун и Северо-Восточный.

## Экономика
Ведётся добыча золотой руды. Во Франсистауне расположен международный аэропорт. Через территорию округа проходит железная дорога из Пламтри (Южный Матабелеленд) в Палапье (Центральный округ).